# Lishu (socken i Kina, Sichuan, lat 32,17, long 108,06)
Lishu (kinesiska: 梨树乡, 梨树) är en socken i Kina. Den ligger i provinsen Sichuan, i den sydvästra delen av landet, omkring 410 kilometer nordost om provinshuvudstaden Chengdu. Antalet invånare är 4 787. Befolkningen består av 2 223 kvinnor och 2 564 män. Barn under 15 år utgör 21,0 %, vuxna 15-64 år 69 %, och äldre över 65 år 9,0 %.
Genomsnittlig årsnederbörd är 1 349 millimeter. Den regnigaste månaden är september, med i genomsnitt 296 mm nederbörd, och den torraste är december, med 4 mm nederbörd.